# بقایای قلعه کته شمشیر
بقایای قلعه کته شمشیر مربوط به سده ۴ - ۶ ق است و در شهرستان فریمان، حدفاصل روستای کته شمشیر علیا و کته شمشیر سفلی واقع شده و این اثر در تاریخ ۱ آذر ۱۳۸۸ با شمارهٔ ثبت ۲۸۱۰۷ به‌عنوان یکی از آثار ملی ایران به ثبت رسیده‌است.